# Kosilica bleni
Salarias fasciatus (kosilica bleni), vrsta morske ribe porodice Blenniidae, red Perciformes. Živi u Indopacifiku Crveno more i istočna Afrika do Samoe, sjeverno do otočja Ryukyu, južno do elikog koraljnog grebena i Nove Kaledonije. Kod nas je poznat kao kosilica bleni, možda iz običaja što se ova riba-vegetarijanac hrani algama koje struže sa stakla i kamena. Vlasnici akvarija mogu ga naučiti da im jede iz ruku.
U engleskom jeziku poznata je kao Jewelled blenny, ali je veoma ružnog izgleda. Maksimalno naraste 14.0 cm. Klasificirao je Bloch, (1786).

## Vanjske poveznice
- slike